# 雪倉岳避難小屋
雪倉岳避難小屋（ゆきくらだけひなんごや）は、富山県朝日町の雪倉岳に存在する山小屋。

## 概要
北アルプス、後立山連峰の雪倉岳南側斜面のコル（標高約2,400m）に位置する避難小屋。小屋の構造は木造平屋づくりであり、周囲に水場がないため炊事施設等は付属していない。富山県の手により緊急時のみ利用可能な施設として建設された経緯があるため、小屋の周囲は北アルプス一帯（中部山岳国立公園・特別保護地区）の扱いと同様に幕営禁止（指定場所以外でのテント泊禁止）となっている。白馬岳と朝日岳の間に位置するため、便利で無料の宿泊施設として事前から登山行程に組み込む登山者が見られるが、富山県や管理者（2022年現在、朝日小屋の管理）からは、施設本来の目的や管理上の問題から緊急時以外の利用を遠慮するよう強いアピールが行われている。